# پروانه (فیلم ایتالیایی)
پروانه (ایتالیایی: La falena) فیلمی صامت در ژانر درام به کارگردانی کارمینه گالونه است که در سال ۱۹۱۶ منتشر شد.